# Headlines (Friendship Never Ends)
Headlines (Friendship Never Ends) è un brano musicale delle Spice Girls, pubblicato nel 2007 come primo singolo estratto da Greatest Hits, la prima raccolta di brani del gruppo. È l'ultimo singolo ufficiale della band.

## Descrizione
Il singolo segna il ritorno sulle scene del gruppo dopo sette anni di silenzio, causato dallo scioglimento della band avvenuto nel 2000.
Il brano accompagna l'uscita di Greatest Hits, il primo best of della band, ed è uno dei due inediti contenuti in esso.
Headlines (Friendship Never Ends), presentato nelle radio inglesi il 23 ottobre 2007 e pubblicato nelle prime settimane di novembre in tutta l'Europa e negli Stati Uniti, è associato alla campagna benefica Children in Need e tutti gli incassi delle vendite inglesi saranno devoluti in beneficenza.

## Video musicale
L'esclusiva mondiale del video di "Headlines", che lancerà la maratona benefica di Children in Need, è stata trasmessa sugli schermi di BBC One venerdì 2 novembre. Girato ai Pinewood Studios e diretto da Anthony Mandler, il video vede protagoniste le stesse Spice Girls che cantano in una stanza scura. Victoria, Melanie B e Geri alternano l'intimo ad abiti sexy.

## Tracce
1. Headlines (Friendship Never Ends) – 3:28
2. Wannabe [Soul Seekerz 2007 Remix] – 6:55

## Classifiche
| Classifica (2007) | Posizione massima |
| ----------------- | ----------------- |
| Italia            | 2                 |
| Spagna            | 2                 |
| Svezia            | 3                 |
| Belgio (Fiandre)  | 11                |
| Regno Unito       | 11                |
| Belgio (Vallonia) | 19                |
| Irlanda           | 29                |
| Paesi Bassi       | 52                |
| Austria           | 67                |

Classifiche di fine anno
| Classifica (2007) | Posizione |
| ----------------- | --------- |
| Italia            | 57        |